# Kreis Homberg
| Basisdaten         | Basisdaten          |
| ------------------ | ------------------- |
| Preußische Provinz | Hessen-Nassau       |
| Regierungsbezirk   | Kassel              |
| Kreisstadt         | Homberg (Efze)      |
| Bestandszeitraum   | 1821–1932           |
| Fläche             | 321,1 km²           |
| Einwohner          | 23.691 (1925)       |
| Bevölkerungsdichte | 74 Einw./km² (1925) |
| Gemeinden          | 63 (1932)           |
|                    |                     |

Der Kreis Homberg war ein kurhessischer bzw. später preußischer Landkreis im Regierungsbezirk Kassel. Kreisstadt war Homberg (Efze).

## Geschichte
Am 21. August 1821 wurde das Amt Homberg mit den Ämtern Borken und Raboldshausen zum neuen Kreis Homberg zusammengeschlossen. Der Kreis wurde im Westen vom Kreis Fritzlar, im Nordosten vom Kreis Melsungen, im Osten vom Kreis Rotenburg, im Südosten vom Kreis Hersfeld und im Süden vom Kreis Ziegenhain begrenzt und war somit, wie auch der Kreis Melsungen, im Kurfürstentum Hessen ohne Grenze zu „ausländischen“ Gebieten.
Der Kreis Homberg umfasste Mitte des 19. Jahrhunderts die zwei Städte Borken und Homberg und 59 Dörfer mit insgesamt 3.216 Häusern und 23.000 Einwohnern. Von insgesamt 91.400 Acker wurden 47.000 Acker landwirtschaftlich und 34.000 Acker forstwirtschaftlich genutzt. Im Kreis bestanden drei Justizämter (erstinstanzliche Gerichte) Homberg, Borken und Raboldshausen.
Am 1. Januar 1837 wechselte die Gemeinden Römersberg aus dem Kreis Fritzlar in den Kreis Homberg, ebenso am 5. Juli 1843 die Gemeinde Unshausen aus dem Kreis Melsungen und am 18. November 1843 die Gemeinde Gombeth aus dem Kreis Fritzlar.
Nach der Märzrevolution wurde der Kreis am 31. Oktober 1848 aufgelöst und gemeinsam mit dem Kreis Fritzlar und dem Kreis Ziegenhain zum neugebildeten Bezirk Fritzlar zusammengefasst, aber bereits am 15. September 1851 wurden die alten Kreise wiederhergestellt.
Kurhessen wurde 1866 nach dem Deutschen Krieg von Preußen annektiert. Damit unterstand der Kreis Homberg in der Folge dem preußischen Regierungspräsidium Kassel. Die neuen Kreisgliederungen für den Regierungsbezirk Kassel wurden am 26. September 1867 mit der Verordnung zur Kreisverfassung eingeführt. Dabei wurde der Kreis Homberg in seiner Form beibehalten. Der Kreis Homberg umfasste am 1. Januar 1908 2 Stadtgemeinden, 60 Landgemeinden und 10 Gutsbezirke. Die Gutsbezirke wurden 1928 aufgelöst, wobei die neue Gemeinde Lembach entstand.
Am 1. Oktober 1932 wurde der Kreis Homberg, bedingt durch den Zwang zu Einsparungsmaßnahmen im Gefolge der Weltwirtschaftskrise von 1929, im Zuge der sogenannten kleinen Verwaltungsreform in Preußen mit dem Kreis Fritzlar zum Landkreis Fritzlar-Homberg mit Sitz in Fritzlar zusammengelegt. 1974 wurde dieser mit den Landkreisen Melsungen und Ziegenhain zum Schwalm-Eder-Kreis vereinigt.

## Einwohnerentwicklung
In der folgenden Tabelle wird die Einwohnerentwicklung für den Kreis Homberg aufgezeigt:
| Jahr | Einwohner             |
| ---- | --------------------- |
| 1863 | 23.008 (3.539 Häuser) |
| 1871 | 21.538                |
| 1890 | 21.453                |
| 1900 | 21.378                |
| 1910 | 22.166                |
| 1925 | 23.691                |

## Landräte
Der Kreis Homberg hatte folgende Landräte:
- Friedrich Cranz 1824–1832
- Ludwig Schenck zu Schweinsberg (–1868)[9]
- Otto von Gehren 1868–1895[5]
- Reinhard von Gehren 1895–1918[5]
- Carl von Funck 1918 – 31. Oktober 1932[5]

## Gemeinden
Stadtgemeinden
| - Homberg (Efze) | - Borken |

Landgemeinden
| - Allendorf - Allmuthshausen - Arnsbach - Berge - Berndshausen - Caßdorf - Dickershausen - Dillich - Ellingshausen - Falkenberg - Freudenthal - Gombeth - Grebenhagen - Haarhausen - Hebel - Hergetsfeld | - Holzhausen bei Homberg - Hombergshausen - Lembach - Lendorf - Leuderode - Lützelwig - Mardorf - Mörshausen - Mosheim - Mühlbach - Mühlbach - Nassenerfurth - Neuenhain - Niederappenfeld - Niederbeisheim - Niederhülsa | - Oberappenfeld - Oberbeisheim - Oberhülsa - Pfaffenhausen - Raboldshausen - Reddingshausen - Relbehausen - Remsfeld - Rockshausen - Rodemann - Römersberg - Roppershain - Rückersfeld - Saasen - Salzberg - Schellbach | - Singlis - Sipperhausen - Sondheim - Steindorf - Stolzenbach - Trockenerfurth - Unshausen - Verna - Völkershain - Wallenstein - Waßmuthshausen - Welferode - Wernswig |

Gutsbezirke 
| - Falkenberg - Gilserhof - Lembach - Marienrode | - Morschen, Forst, Anteil Kr. Homberg - Neuenstein - Neuenstein, Forst - Niederbeisheim, Forst, Anteil Kr. Homberg | - Oberaula, Forst - Wallenstein, Forst |